# Ostracocoelia palpalis
Ostracocoelia palpalis är en tvåvingeart som först beskrevs av Aczel 1953.  Ostracocoelia palpalis ingår i släktet Ostracocoelia och familjen borrflugor.
Artens utbredningsområde är Guatemala. Inga underarter finns listade i Catalogue of Life.